# Metapolis
Metapolis là tổ hợp khu dân cư cao ốc ở Hwaseong, Hàn Quốc Với mặt bằng được giải phóng vào tháng 7 năm 2006 bởi POSCO E&C và công trình được hoàn thành vào tháng 7 năm 2010. Hai tòa nhà cao nhất (#101 và #104) có độ cao lần lượt là 249m và 247m và 66 tầng, khiến nó trở thành khu dân cư cao ốc cao thứ ba ở Hàn Quốc và trung tâm của Thành phố mới Dongtan. Hai tòa nhà thấp hơn là 60 (#102) và 55 (#103) tầng, cao lần lượt là 224m và 203m.

## Liên kết
- CTBUH Official Database Lưu trữ ngày 25 tháng 7 năm 2011 tại Wayback Machine
- Official website of Metapolis Lưu trữ ngày 27 tháng 12 năm 2010 tại Wayback Machine
- Official construction information Lưu trữ ngày 22 tháng 7 năm 2011 tại Wayback Machine